# Distretto di Huizhou
Il distretto di Huizhou (徽州区S, Huīzhōu QūP) è un distretto della Cina, situato nella provincia dell'Anhui.